# Coronini
Coronini é uma comuna romena localizada no distrito de Caraș-Severin, na região de Banato. A comuna possui uma área de 25.94 km² e sua população era de 1922 habitantes segundo o censo de 2007.
Nesta vila, previamente conhecida por Pescari, localiza-se a rocha Babacai. Fica localizada na garganta do Danúbio.